# Chloroclystis conversa
Chloroclystis conversa là một loài bướm đêm trong họ Geometridae.